# Мочеполовой миаз
Мочеполовой миаз (Urogenital myiasis) — тип миазов, при котором паразитирование личинок двукрылых происходит в уретре, половом члене (уринарный миаз), анальном отверстии, женских половых органах (Vaginal myiasis).

## Клиническая картина
Мухи могут откладывать яйца и личинок на грязное бельё, с которого личинки могут заползти в уретру. 
Уринарные миазы могут быть вызваны личинками Fannia canicularis L. (см. Фанниаз) и Musca domestica L. (см. Мускоз), паразитирующие в мочевых путях и пузыре. Паразитирование личинок в уретре вызывает боли, иногда задержку мочеиспускания. Лечение — промывание уретры для удаления личинок слабыми растворами антисептиков (например, 0,02% раствором фурацилина).
Также мочеполовой миаз могут вызывать личинки Chrysomyia bezziana. Симптомами является зуд и ноющая боль (см. Chrysomyiasis).
Другими инфекционными объектами, вызывающими уринарный миаз являются Psychoda albipennis, Lucilia sericata, Thyrsocnema incisilobata и др.
Вагинальный миаз могут вызывать личинки Sarcophaga Peregrina (см. Саркофагоз), Cochliomyia hominivorax (см. Cochliomyiasis).

## Лечение
Лечение заключается в промывании уретры и удалении личинок. Прогноз благоприятный.